# Federico González Suárez

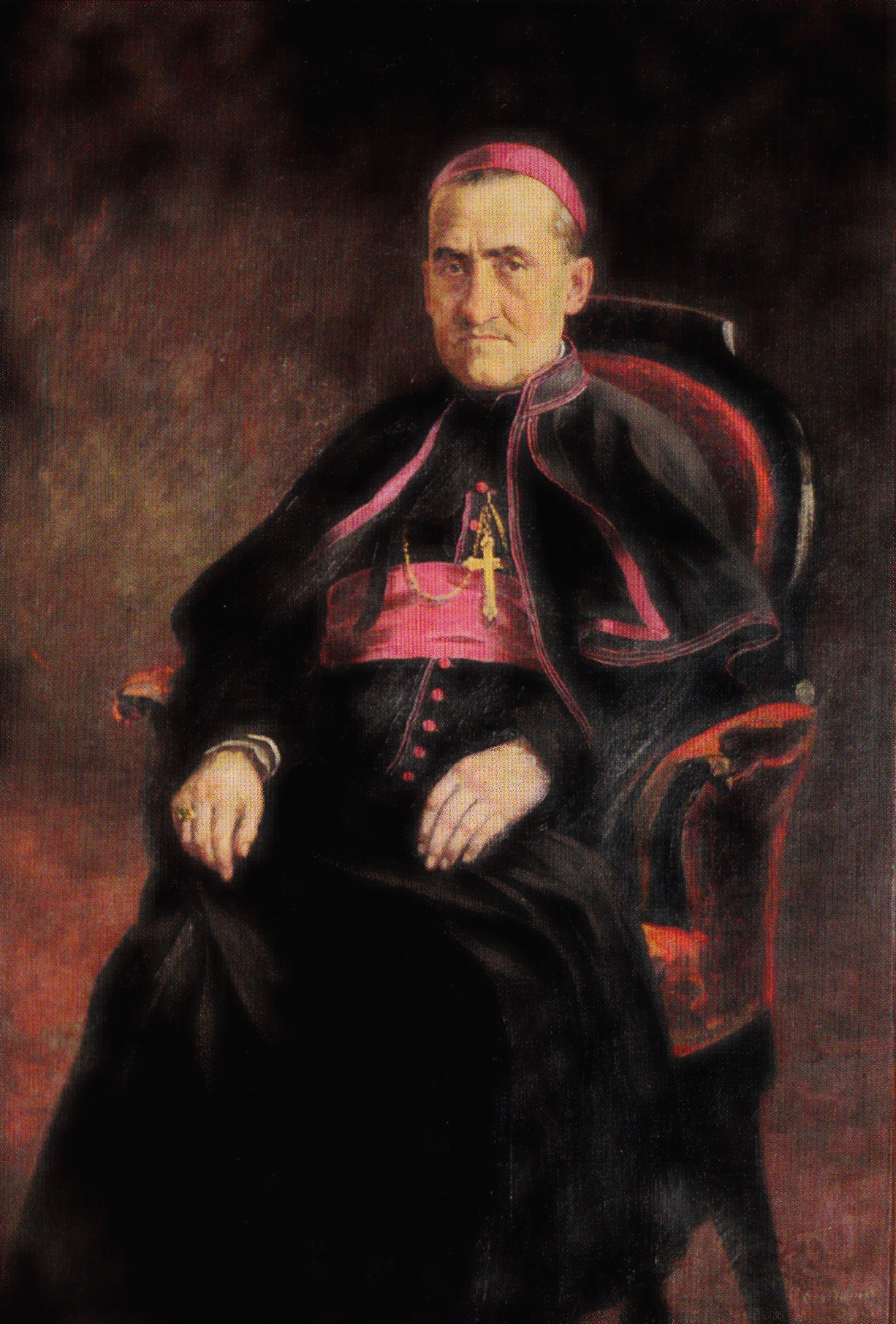
Erzbischof Federico González Suárez (1906)

Federico González Suárez (* 12. April 1844 in Quito; † 1. Dezember 1917 ebenda) war ein ecuadorianischer Historiker und Erzbischof von Quito.

## Leben
González Suárez erhielt nach der Grundschule eine Ausbildung an der Universität Quito. Er trat 1862 in den Jesuitenorden ein und lehrte Literatur und Philosophie an den Jesuitenkollegien von Quito, Guayaquil und Cuenca. 1872 verließ er den Jesuitenorden wieder und wurde Sekretär der Kurie in Cuenca, nachdem er dort am 19. August 1872 zum Priester geweiht worden war. Er begann sich historischen und archäologischen Studien zu widmen. 1878 veröffentlichte er eine Studie über das Volk der Kañari in der Provinz Azuay, die als Beginn der archäologischen Forschung in Ecuador gilt.
1883 wurde er zum Kanoniker der Kathedrale von Quito und zum Privatsekretär des Erzbischofs Ignacio Ordóñez Lazo ernannt. Seine geplante Kirchengeschichte von Ecuador, von der 1881 der erste und einzige Band erschien, weitete sich zum Projekt einer allgemeinen Geschichte Ecuadors aus. Für Archivstudien bereiste er ab 1884 zwei Jahre lang Europa (insbesondere Spanien).

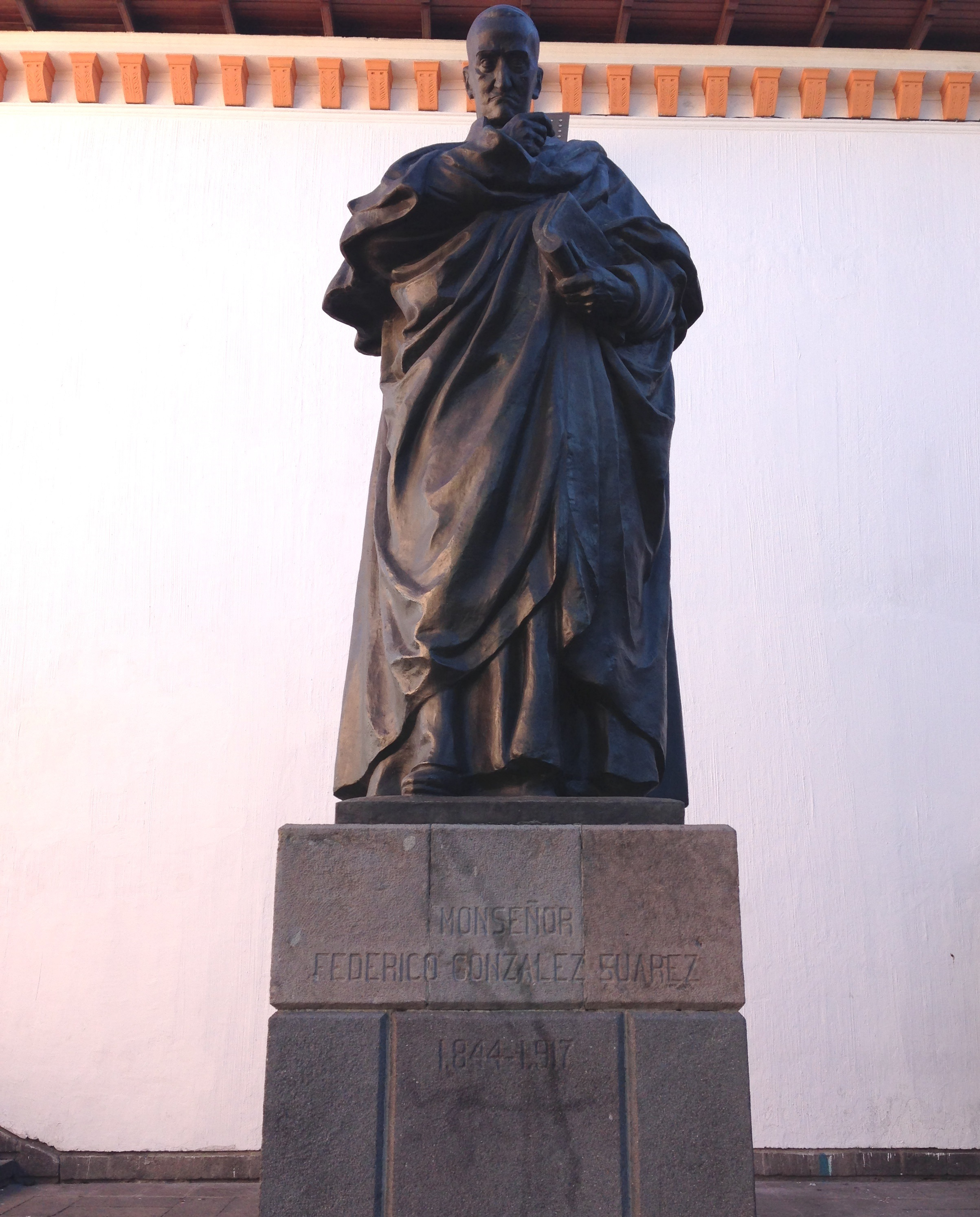
Suárez-Denkmal auf der Plaza Chica im historischen Stadtzentrum von Quito

Die monumentale Historia general de la República del Ecuador erschien von 1890 bis 1903 in sieben Bänden in Quito und stellt das Hauptwerk des Historikers Gonzáles Suárez dar. Sie umfasst zusätzlich einen archäologischen Atlas und einen zugehörigen Textband. Obwohl dieses Geschichtswerk aufgrund dessen außergewöhnlicher Detailtiefe und Suárez’ kirchlichen Amtsverpflichtungen chronologisch nicht die Zeit des ecuadorianischen Unabhängigkeitskriegs erreichte, gilt es als maßgeblich für die spätere Historiografie Ecuadors. Seine nationale Bedeutung als Historiker unterstreicht das Denkmal zu seinen Ehren in der Altstadt von Quito.
1896 wurde er Bischof von Ibarra. Während der liberalen Revolution, die ab 1895 in Ecuador sukzessive die Macht der katholischen Kirche beschränkte, wandte sich González Suárez gegen die ultrakonservativen Kräfte, die im Exil von Kolumbien aus zum bewaffneten Kampf gegen den Liberalismus rüsteten, und verbot den Priestern Partei zu ergreifen.
1905 ernannte der Vatikan ihn zum Erzbischof von Quito. Dieses höchste kirchliche Amt Ecuadors hatte er bis zu seinem Tod 1917 inne.
1909 gründete er mit einer Gruppe junger Intellektuellen die Sociedad Ecuatoriana de Estudios Históricos (auch Sociedad Ecuatoriana de Estudios Históricos Americanos, deutsch etwa ecuadorianische Gesellschaft für (amerikanische) Geschichtsforschung, ab 1920: Academia Nacional de Historia). Zu diesem Kreis gehörten unter anderen Jacinto Jijón y Caamaño, Carlos Manuel Larrea, José Gabriel Navarro und Alfredo Flores y Caamaño. Die im Jahr 1920 aus 84 Mitgliedern bestehende Akademie stützte sich überwiegend auf den konservativen und katholischen Teil der Gesellschaft.

## Werk
Das umfangreiche Werk González’ Suárez umfasst mehr als 300 Schriften, darunter Dichtung, Literaturkritik, historische und archäologische Werke, Predigten und theologische Streitschriften.

## Werke
- Estudio histórico sobre los Cañaris, antiguos habitantes de la provincia del Azuay, en la Republica del Ecuador, 1878
- Historia eclesiastica del Ecuador, Tomo primero 1520–1600 (mehr nicht erschienen), 1881 (online)
- Historia general de la República del Ecuador, 7 Bände, 1890–1903 (online)
- Recuerdos de un viaje o Cartas acerca de Roma, España, Lourdes y Colombia, 2. Auflage, 1901
- Prehistoria Ecuatoriana, 1904
- Los aborigenes de Imbabura y del Carchi, 2. Auflage, 1908
- Memorias intimas, 1930
- Defensa de mi criterio histórico, 1937